# Premiul Academiei Europene de Film pentru cel mai bun film
Premiul Academiei Europene de Film pentru cel mai bun film este acordat anual de Academia Europeană de Film începând cu anul 1988.

## Câștigători și nominalizați

### Anii 1980
| Titlul în română/engleză          | Titlul original             | Regizor(i)             | Țară              |
| --------------------------------- | --------------------------- | ---------------------- | ----------------- |
| 1988 (Ediția 1)                   |                             |                        |                   |
| A Short Film About Killing        | Krótki film o zabijaniu     | Krzysztof Kieślowski   | Polonia           |
| La revedere, copii                | Au revoir les enfants       | Louis Malle            | Franța            |
| The Animated Forest               | El bosque animado           | José Luis Cuerda       | Spania            |
| Distant Voices, Still Lives       | Distant Voices, Still Lives | Terence Davies         | Regatul Unit      |
| Cerul deasupra Berlinului         | Der Himmel über Berlin      | Wim Wenders            | Germania de Vest  |
| Iacob                             | N/A                         | Mircea Daneliuc        | România           |
| Pelle the Conqueror               | Pelle Erobreren             | Bille August           | Danemarca         |
| 1989 (Ediția 2)                   |                             |                        |                   |
| Landscape in the Mist             | Τοπίο στην ομίχλη           | Theodoros Angelopoulos | Grecia            |
| The Midas Touch                   | Eldorádó                    | Géza Bereményi         | Ungaria           |
| Magnus                            | Magnús                      | Þráinn Bertelsson      | Islanda           |
| Recollections of the Yellow House | Recordações da Casa Amarela | João César Monteiro    | Portugalia        |
| Speranțe deșarte                  | High Hopes                  | Mike Leigh             | Regatul Unit      |
| Micuța Vera                       | Ма́ленькая Ве́ра              | Vasili Pichul          | Uniunea Sovietică |

### Anii 1990
| Titlul în română/engleză                                   | Titlul original                                                    | Regizor(i)                                    | Țară                               |
| ---------------------------------------------------------- | ------------------------------------------------------------------ | --------------------------------------------- | ---------------------------------- |
| 1990 (Ediția 3)                                            |                                                                    |                                               |                                    |
| Uși deschise                                               | Porte aperte                                                       | Gianni Amelio                                 | Italia                             |
| The Match Factory Girl                                     | Tulitikkutehtaan tyttö                                             | Aki Kaurismäki                                | Finlanda                           |
| Cyrano de Bergerac                                         | Cyrano de Bergerac                                                 | Jean-Paul Rappeneau                           | Franța                             |
| Interrogation                                              | Przesłuchanie                                                      | Ryszard Bugajski                              | Polonia                            |
| ¡Ay Carmela!                                               | ¡Ay Carmela!                                                       | Carlos Saura                                  | Spania                             |
| The Guardian Angel                                         | Skyddsängeln                                                       | Suzanne Osten                                 | Suedia                             |
| Mother                                                     | Мать                                                               | Gleb Panfilov                                 | Uniunea Sovietică                  |
| 1991 Ediția 4)                                             |                                                                    |                                               |                                    |
| Riff-Raff                                                  | Riff-Raff                                                          | Ken Loach                                     | Regatul Unit                       |
| The Voyager                                                | Homo Faber                                                         | Volker Schlöndorff                            | Germania                           |
| The Little Gangster                                        | Le petit criminel                                                  | Jacques Doillon                               | Franța                             |
| Toto eroul                                                 | Toto le Héros                                                      | Jaco Van Dormael                              | Belgia                             |
| Delicatessen                                               | Delicatessen                                                       | Marc Caro, Jean-Pierre Jeunet                 | Franța                             |
| Ultra                                                      | Ultrà                                                              | Ricky Tognazzi                                | Italia                             |
| 1992 (Ediția 5)                                            |                                                                    |                                               |                                    |
| The Stolen Children                                        | Il ladro di bambini                                                | Gianni Amelio                                 | Italia                             |
| La Vie de Bohème                                           | La Vie de bohème                                                   | Aki Kaurismäki                                | Franța                             |
| Amantii de pe Pont-Neuf                                    | Les Amants du Pont-Neuf                                            | Leos Carax                                    | Franța                             |
| Nord                                                       | Nord                                                               | Xavier Beauvois                               | Franța                             |
| Trei zile                                                  | Trys dienos                                                        | Šarūnas Bartas                                | Lituania                           |
| Nordicii                                                   | De Noorderlingen                                                   | Alex van Warmerdam                            | Țările de Jos                      |
| 1993 (Ediția 6)                                            |                                                                    |                                               |                                    |
| Close to Eden                                              | Урга — территория любви                                            | Nikita Mikhalkov                              | Rusia                              |
| Benny's Video                                              | Benny's Video                                                      | Michael Haneke                                | Austria                            |
| A Heart in Winter                                          | Un cœur en hiver                                                   | Claude Sautet                                 | Franța                             |
| Man Bites Dog                                              | C'est arrivé près de chez vous                                     | Rémy Belvaux, André Bonzel, Benoît Poelvoorde | Belgia                             |
| Orlando                                                    | Orlando                                                            | Sally Potter                                  | Regatul Unit                       |
| Antonio's Girlfriend                                       | La petite amie d'Antonio                                           | Manuel Poirier                                | Franța                             |
| 1994 (Ediția 7)                                            |                                                                    |                                               |                                    |
| Lamerica                                                   | Lamerica                                                           | Gianni Amelio                                 | Italia                             |
| În numele tatălui                                          | In the Name of the Father                                          | Jim Sheridan                                  | Regatul Unit                       |
| Trei culori: Albastru, Trei culori: Alb, Trei culori: Roșu | Trois couleurs: Bleu, Trois couleurs: Blanc, Trois couleurs: Rouge | Krzysztof Kieślowski                          | Franța, Polonia, Elveția           |
| Kosh ba kosh                                               | Кош ба кош                                                         | Bakhtyar Khudojnazarov                        | Rusia                              |
| Son of the Shark                                           | Le Fils du requin                                                  | Agnès Merlet                                  | Franța                             |
| Woyzeck                                                    | Woyzeck                                                            | János Szász                                   | Ungaria                            |
| 1995 (Ediția 8)                                            |                                                                    |                                               |                                    |
| Pământ și Libertate                                        | Land and Freedom                                                   | Ken Loach                                     | Regatul Unit                       |
| Rendez-Vous in Paris                                       | Les Rendez-vous de Paris                                           | Éric Rohmer                                   | Franța                             |
| Privirea lui Ulise                                         | Το βλέμμα του Οδυσσέα                                              | Theo Angelopoulos                             | Grecia                             |
| Un sărut nevinovat                                         | Butterfly Kiss                                                     | Michael Winterbottom                          | Regatul Unit                       |
| Deathmaker                                                 | Der Totmacher                                                      | Romuald Karmakar                              | Germania                           |
| Ura                                                        | La Haine                                                           | Mathieu Kassovitz                             | Franța                             |
| 1996 (Ediția 9)                                            |                                                                    |                                               |                                    |
| Abisul sufletului                                          | Breaking the Waves                                                 | Lars von Trier                                | Danemarca                          |
| Kolja                                                      | Kolja                                                              | Jan Svěrák                                    | Cehia                              |
| Secrete și minciuni                                        | Secrets & Lies                                                     | Mike Leigh                                    | Regatul Unit                       |
| Lea                                                        | Lea                                                                | Ivan Fila                                     | Germania                           |
| Mame și fii                                                | Some Mother's Son                                                  | Terry George                                  | Irlanda                            |
| 1997 (Ediția 10)                                           |                                                                    |                                               |                                    |
| Gol pușcă                                                  | The Full Monty                                                     | Peter Cattaneo                                | Regatul Unit                       |
| Căpitanul Conan                                            | Capitaine Conan                                                    | Bertrand Tavernier                            | Franța                             |
| Al cincilea element                                        | Le Cinquième Élément                                               | Luc Besson                                    | Franța                             |
| The Perfect Circle                                         | Savršeni krug                                                      | Ademir Kenović                                | Bosnia și Herțegovina              |
| Pacientul englez                                           | The English Patient                                                | Anthony Minghella                             | Regatul Unit                       |
| The Thief                                                  | Вор                                                                | Pavel Chukhrai                                | Rusia                              |
| 1998 (Ediția 11)                                           |                                                                    |                                               |                                    |
| Viața e frumoasă                                           | La vita è bella                                                    | Roberto Benigni                               | Italia                             |
| Băiatul măcelar                                            | The Butcher Boy                                                    | Neil Jordan                                   | Irlanda                            |
| Sânge fierbinte                                            | Carne trémula                                                      | Pedro Almodóvar                               | Spania                             |
| Sărbătoarea                                                | Festen                                                             | Thomas Vinterberg                             | Danemarca                          |
| Îngeri căzuți                                              | La Vie rêvée des anges                                             | Erick Zonca                                   | Franța                             |
| Aleargă, Lola, aleargă                                     | Lola rennt                                                         | Tom Tykwer                                    | Germania                           |
| Numele meu este Joe                                        | My Name Is Joe                                                     | Ken Loach                                     | Regatul Unit                       |
| 1999 (Ediția 12)                                           |                                                                    |                                               |                                    |
| Totul despre mama mea                                      | Todo sobre mi madre                                                | Pedro Almodóvar                               | Spania                             |
| Al naibii Åmål                                             | Fucking Åmål                                                       | Lukas Moodysson                               | Suedia                             |
| Mifune                                                     | Mifunes sidste sang                                                | Søren Kragh-Jacobsen                          | Danemarca                          |
| Moloch                                                     | Молох                                                              | Alexander Sokurov                             | Rusia                              |
| Notting Hill                                               | Notting Hill                                                       | Roger Michell                                 | Regatul Unit                       |
| Rosetta                                                    | Rosetta                                                            | Luc and Jean-Pierre Dardenne                  | Belgia                             |
| Sunshine                                                   | Sunshine                                                           | István Szabó                                  | Canada, Ungaria, Austria, Germania |
| Zona de conflict                                           | The War Zone                                                       | Tim Roth                                      | Regatul Unit                       |

### Anii 2000
| Titlul în română/engleză         | Titlul original                     | Regizor(i)                           | Țară                                                             |
| -------------------------------- | ----------------------------------- | ------------------------------------ | ---------------------------------------------------------------- |
| 2000 (Ediția 13)                 |                                     |                                      |                                                                  |
| Dansând cu noaptea               | Dancer in the Dark                  | Lars von Trier                       | Danemarca                                                        |
| Billy Elliot                     | Billy Elliot                        | Stephen Daldry                       | Regatul Unit                                                     |
| Evadare din coteț                | Chicken Run                         | Peter Lord, Nick Park                | Regatul Unit                                                     |
| Sunt aici să te ajut             | Harry, un ami qui vous veut du bien | Dominik Moll                         | Franța                                                           |
| O chestiune de gust              | Le Goût des autres                  | Agnès Jaoui                          | Franța                                                           |
| Pâine si lalele                  | Pane e tulipani                     | Silvio Soldini                       | Italia                                                           |
| Faithless                        | Trolösa                             | Liv Ullmann                          | Suedia                                                           |
| 2001 (Ediția 14)                 |                                     |                                      |                                                                  |
| Amélie                           | Le Fabuleux Destin d'Amélie Poulain | Jean-Pierre Jeunet                   | Franța                                                           |
| Jurnalul lui Bridget Jones       | Bridget Jones's Diary               | Sharon Maguire                       | Regatul Unit                                                     |
| Experimentul                     | Das Experiment                      | Oliver Hirschbiegel                  | Germania                                                         |
| Intimitate                       | Intimacy                            | Patrice Chéreau                      | Franța, Italia                                                   |
| Italiana pentru începători       | Italiensk for begyndere             | Lone Scherfig                        | Danemarca                                                        |
| Pianista                         | La Pianiste                         | Michael Haneke                       | Austria, Franța                                                  |
| Camera fiului                    | La stanza del figlio                | Nanni Moretti                        | Italia, Franța                                                   |
| Ceilalți                         | The Others                          | Alejandro Amenábar                   | Spania                                                           |
| 2002 (Ediția 15)                 |                                     |                                      |                                                                  |
| Vorbește cu ea                   | Hable con ella                      | Pedro Almodóvar                      | Spania                                                           |
| Dribleaza ca Beckham             | Bend It Like Beckham                | Gurinder Chadha                      | Regatul Unit                                                     |
| Duminica însângerată             | Bloody Sunday                       | Paul Greengrass                      | Regatul Unit                                                     |
| 8 femei                          | 8 femmes                            | François Ozon                        | Franța                                                           |
| Lilya 4-ever                     | Lilja 4-ever                        | Lukas Moodysson                      | Suedia                                                           |
| Omul fără trecut                 | Mies vailla menneisyyttä            | Aki Kaurismäki                       | Finlanda, Germania, Franța                                       |
| Surorile de la azilul Magdalene  | The Magdalene Sisters               | Peter Mullan                         | Regatul Unit                                                     |
| Pianistul                        | The Pianist                         | Roman Polanski                       | Franța, Polonia, Germania, Regatul Unit                          |
| 2003 (Ediția 16)                 |                                     |                                      |                                                                  |
| Adio, Lenin!                     | Good Bye, Lenin!                    | Wolfgang Becker                      | Germania                                                         |
| Viața în Londra                  | Dirty Pretty Things                 | Stephen Frears                       | Regatul Unit                                                     |
| Dogville                         | Dogville                            | Lars von Trier                       | Danemarca, Țările de Jos, Suedia, Franța, Regatul Unit, Germania |
| In This World                    | In This World                       | Michael Winterbottom                 | Regatul Unit                                                     |
| Viața mea, fără mine             | Mi vida sin mí                      | Isabel Coixet                        | Spania, Canada                                                   |
| Piscina                          | Swimming Pool                       | François Ozon                        | Franța, Regatul Unit                                             |
| 2004 (Ediția 17)                 |                                     |                                      |                                                                  |
| Head-On                          | Gegen die Wand                      | Fatih Akın                           | Germania, Turcia                                                 |
| O gaura in inima mea             | Ett hål i mitt hjärta               | Lukas Moodysson                      | Suedia, Danemarca                                                |
| Proasta creștere                 | La mala educación                   | Pedro Almodóvar                      | Spania                                                           |
| The Chorus                       | Les choristes                       | Christophe Barratier                 | Franța, Elveția                                                  |
| Marea dinlăuntru                 | Mar adentro                         | Alejandro Amenábar                   | Spania, Franța, Italia                                           |
| Vera Drake                       | Vera Drake                          | Mike Leigh                           | Regatul Unit, Franța                                             |
| 2005 (Ediția 18)                 |                                     |                                      |                                                                  |
| Hidden                           | Caché                               | Michael Haneke                       | Franța, Austria, Germania, Italia                                |
| Brothers                         | Brødre                              | Susanne Bier                         | Danemarca, Regatul Unit, Suedia, Norvegia                        |
| Să nu bați la ușa mea!           | Don't Come Knocking                 | Wim Wenders                          | Germania                                                         |
| The Child                        | L'enfant                            | Luc and Jean-Pierre Dardenne         | Belgia, Franța                                                   |
| Dragoste de-o vară               | My Summer of Love                   | Pawel Pawlikowski                    | Regatul Unit                                                     |
| Sophie Scholl – The Final Days   | Sophie Scholl – Die letzten Tage    | Marc Rothemund                       | Germania                                                         |
| 2006 (Ediția 19)                 |                                     |                                      |                                                                  |
| Viețile altora                   | Das Leben der Anderen               | Florian Henckel von Donnersmarck     | Germania                                                         |
| Mic dejun pe Pluto               | Breakfast on Pluto                  | Neil Jordan                          | Irlanda, Regatul Unit                                            |
| Sarajevo, dragostea mea          | Grbavica                            | Jasmila Žbanić                       | Bosnia și Herțegovina, Austria, Germania, Croația                |
| Drumul spre Guantanamo           | The Road to Guantanamo              | Michael Winterbottom, Mat Whitecross | Regatul Unit                                                     |
| Volver                           | Volver                              | Pedro Almodóvar                      | Spania                                                           |
| Mângâierea vântului              | The Wind That Shakes the Barley     | Ken Loach                            | Regatul Unit, Irlanda, Germania, Italia, Spania                  |
| 2007 (Ediția 20)                 |                                     |                                      |                                                                  |
| 4 luni, 3 săptămâni și 2 zile    | N/A                                 | Cristian Mungiu                      | România                                                          |
| De partea cealaltă               | Auf der anderen Seite               | Fatih Akın                           | Germania, Turcia                                                 |
| Ultimul rege al Scoției          | The Last King of Scotland           | Kevin Macdonald                      | Regatul Unit                                                     |
| La Vie En Rose                   | La Môme                             | Olivier Dahan                        | Franța, Cehia, Regatul Unit                                      |
| Persepolis                       | Persepolis                          | Marjane Satrapi, Vincent Paronnaud   | Franța                                                           |
| Regina                           | The Queen                           | Stephen Frears                       | Regatul Unit, Franța, Italia                                     |
| 2008 (Ediția 21)                 |                                     |                                      |                                                                  |
| Gomora                           | Gomorra                             | Matteo Garrone                       | Italia                                                           |
| Il Divo                          | Il Divo                             | Paolo Sorrentino                     | Italia                                                           |
| În clasă                         | Entre les murs                      | Laurent Cantet                       | Franța                                                           |
| Despre fericire și alte nimicuri | Happy-Go-Lucky                      | Mike Leigh                           | Regatul Unit                                                     |
| Orfelinatul                      | El orfanato                         | Juan Antonio Bayona                  | Spania                                                           |
| Vals cu Bashir                   | ואלס עם באשיר                       | Ari Folman                           | Israel, Franța, Germania                                         |
| 2009 (Ediția 22)                 |                                     |                                      |                                                                  |
| Panglica albă                    | Das weiße Band                      | Michael Haneke                       | Germania, Austria, Franța, Italia                                |
| În acvariu                       | Fish Tank                           | Andrea Arnold                        | Regatul Unit                                                     |
| Let the Right One In             | Låt den rätte komma in              | Tomas Alfredson                      | Suedia                                                           |
| A Prophet                        | Un prophète                         | Jacques Audiard                      | Franța                                                           |
| Cititorul                        | The Reader                          | Stephen Daldry                       | Regatul Unit, Germania                                           |
| Vagabondul milionar              | Slumdog Millionaire                 | Danny Boyle                          | Regatul Unit                                                     |

### Anii 2010
| 2010 (Ediția 23)                 |                                                    |                                 | |
| Marioneta                        | The Ghost Writer                                   | Roman Polanski                  | Franța, Germania, Regatul Unit                                                                              |
| Miere                            | Bal                                                | Semih Kaplanoğlu                | Turcia |
| Oameni și Zei                    | Des hommes et des dieux                            | Xavier Beauvois                 | Franța |
| Lebanon                          | לבנון                                              | Samuel Maoz                     | Israel, Germania, Franța                                                                                    |
| Secretul din ochii lor           | El secreto de sus ojos                             | Juan José Campanella            | Argentina, Spania                                                                                           |
| Taverna Soul Kitchen             | Soul Kitchen                                       | Fatih Akın                      | Germania |
| 2011 (Ediția 24)                 |                                                    |                                 | |
| Melancolia                       | Melancholia                                        | Lars von Trier                  | Danemarca, Suedia, Franța, Germania                                                                         |
| Artistul                         | The Artist                                         | Michel Hazanavicius             | Franța |
| Băiatul cu bicicleta             | Le Gamin au vélo                                   | Luc and Jean-Pierre Dardenne    | Belgia, Franța, Italia                                                                                      |
| Într-o lume mai bună             | Hævnen                                             | Susanne Bier                    | Danemarca                                                                                                   |
| Discursul regelui                | The King's Speech                                  | Tom Hooper                      | Regatul Unit                                                                                                |
| Le Havre                         | Le Havre                                           | Aki Kaurismäki                  | Finlanda, Franța, Germania                                                                                  |
| 2012 (Ediția 25)                 |                                                    |                                 | |
| Iubire                           | Amour                                              | Michael Haneke                  | Austria, Franța, Germania                                                                                   |
| Barbara                          | Barbara                                            | Christian Petzold               | Germania |
| Vânătoarea                       | Jagten                                             | Thomas Vinterberg               | Danemarca                                                                                                   |
| Invincibilii                     | Intouchables                                       | Olivier Nakache, Eric Toledano  | Franța |
| Rușine                           | Shame                                              | Steve McQueen                   | Regatul Unit                                                                                                |
| Cezar trebuie să moară           | Cesare deve morire                                 | Paolo Taviani, Vittorio Taviani | Italia |
| 2013 (Ediția 26)                 |                                                    |                                 | |
| Marea frumusețe                  | La grande bellezza                                 | Paolo Sorrentino                | Italia, Franța                                                                                              |
| Albă ca zăpada (film 2013)       | Blancanieves                                       | Pablo Berger                    | Spania |
| Paradisul spulberat              | The Broken Circle Breakdown                        | Felix Van Groeningen            | Belgia |
| Ofertă irezistibilă              | La Migliore Offerta                                | Giuseppe Tornatore              | Italia |
| Oh Boy!                          | Oh Boy!                                            | Jan Ole Gerster                 | Germania |
| Adèle: Capitolele 1 și 2         | La Vie d'Adèle – Chapitres 1 & 2                   | Abdellatif Kechiche             | Franța |
| 2014 (Ediția 27)                 |                                                    |                                 | |
| Ida                              | Ida                                                | Paweł Pawlikowski               | Polonia, Danemarca                                                                                          |
| Caz de forță majoră              | Turist                                             | Ruben Östlund                   | Suedia, Danemarca, Norvegia, Franța                                                                         |
| Leviathan                        | Левиафан                                           | Andrey Zvyagintsev              | Rusia |
| Nymphomaniac                     | Nymphomaniac                                       | Lars von Trier                  | Danemarca, Belgia, Germania, Regatul Unit                                                                   |
| Somn de iarnă                    | Kıș Uykusu                                         | Nuri Bilge Ceylan               | Turcia |
| 2015 (Ediția 28)                 |                                                    |                                 | |
| Tinerețe                         | Youth - La giovinezza                              | Paolo Sorrentino                | Italia · Franța · Regatul Unit al Marii Britanii și al Irlandei de Nord · Elveția                           |
| Homarul                          | The Lobster                                        | Yorgos Lanthimos                | Republica Irlanda · Regatul Unit al Marii Britanii și al Irlandei de Nord · Grecia · Franța · Țările de Jos |
| Mustang                          | Mustang                                            | Deniz Gamze Ergüven             | Franța · Turcia · Germania                                                                                  |
| Un porumbel cugetând pe o ramură | En duva satt på en gren och funderade på tillvaron | Roy Andersson                   | Suedia · Norvegia · Franța · Germania                                                                       |
| Despre oameni și oi              | Hrútar                                             | Grímur Hákonarson               | Islanda · Danemarca                                                                                         |
| Victoria                         | Victoria                                           | Sebastian Schipper              | Germania |
| 2016 (Ediția 29)                 |                                                    |                                 | |
| Toni Erdmann                     | Toni Erdmann                                       | Maren Ade                       | Germania, Austria                                                                                           |
| Elle                             | Elle                                               | Paul Verhoeven                  | Franța, Germania                                                                                            |
| I, Daniel Blake                  | I, Daniel Blake                                    | Ken Loach                       | Regatul Unit, Franța                                                                                        |
| Julieta                          | Julieta                                            | Pedro Almodóvar                 | Spania |
| Room                             | Room                                               | Lenny Abrahamson                | Irlanda, Canada                                                                                             |
| 2017 (Ediția 30)                 |                                                    |                                 | |
| Pătratul                         | The Square                                         | Ruben Östlund                   | Suedia, Germania, Franța, Danemarca                                                                         |
| 120 de bătăi pe minut            | 120 battements par minute                          | Robin Campillo                  | Franța |
| Fără iubire                      | Nelyubov                                           | Andrey Zvyagintsev              | Rusia, Belgia, Germania, Franța                                                                             |
| Despre trup și suflet            | Testről és lélekről                                | Ildikó Enyedi                   | Ungaria |
| Cealaltă parte a speranței       | Toivon tuolla puolen                               | Aki Kaurismäki                  | Finlanda Germania                                                                                           |
| 2018 (Ediția 31)                 |                                                    |                                 | |
| Cold War                         | Zimna wojna                                        | Pawel Pawlikowski               | Polonia, Franța, Regatul Unit                                                                               |
| Border                           | Gräns                                              | Ali Abbasi                      | Suedia, Danemarca                                                                                           |
| Dogman                           | Dogman                                             | Matteo Garrone                  | Italia, Franța                                                                                              |
| Girl                             | Girl                                               | Lukas Dhont                     | Belgia, Țările de Jos                                                                                       |
| Happy as Lazzaro                 | Lazzaro felice                                     | Alice Rohrwacher                | Italia, Germania, Franța, Elveția                                                                           |
| 2019 (Ediția 32)                 |                                                    |                                 | |
| Favorita                         | The Favourite                                      | Yorgos Lanthimos                | Regatul Unit, Irlanda                                                                                       |
| Les Misérables                   | Les Misérables                                     | Ladj Ly                         | Franța |
| An Officer and a Spy             | J'accuse                                           | Roman Polanski                  | Franța, Italia                                                                                              |
| Pain and Glory                   | Dolor y gloria                                     | Pedro Almodóvar                 | Spania |
| System Crasher                   | Systemsprenger                                     | Nora Fingscheidt                | Germania |
| The Traitor                      | Il traditore                                       | Marco Bellocchio                | Italia, Germania, Franța, Brazilia                                                                          |

### Anii 2020
| Titlul în română/engleză | Titlul original       | Regizor(i)        | Țară                     |
| ------------------------ | --------------------- | ----------------- | ------------------------ |
| 2020 (Ediția 33)         |                       |                   |                          |
| Another Round            | Druk                  | Thomas Vinterberg | Danemarca                |
| Berlin Alexanderplatz    | Berlin Alexanderplatz | Burhan Qurbani    | Germania, Netherlands    |
| Corpus Christi           | Boże Ciało            | Jan Komasa        | Polonia, Franța          |
| Martin Eden              | Martin Eden           | Pietro Marcello   | Italia, Franța           |
| The Painted Bird         | Nabarvené ptáče       | Václav Marhoul    | Cehia, Slovacia, Ucraina |
| Undine                   | Undine                | Christian Petzold | Germania, Franța         |